# Special Air Service
Special Air Service (forkortet SAS) er en britisk specialstyrke, som har dannet model for specialstyrker i mange lande over hele verden.  
Sammen med Special Boat Service (SBS), Special Reconnaisance Regiment (SRR) og Special Forces Support Group (SFSG) udgør de styrken United Kingdom Special Forces under kommando af Director Special Forces (DSF), som er generalmajor.
Enhedens rødder går tilbage til juli 1941 under 2. verdenskrig, hvor enheden blev dannet af David Stirling. SAS var oprindeligt en enhed under British Army. Den består i dag af 22. Special Air Service Regiment fra den regulære hær, 21. Special Air Service Regiment og 23. Special Air Service Regiment fra den territoriale hær.
De tre regimenter udfører specialoperationer i krigstid, mens deres primære opgaver i fredstid er anti-terrorrisme.
Styrken blev verdenskendt, da den i 1980 med succes stormede den af terrorister besatte iranske ambassade i London og befriede alle gidsler. Under 2. verdenskrig gjorde SAS sig bemærket med kommandoaktioner mod tyske styrker og flyvepladser i den nordafrikanske ørken. Siden har styrken været indsat under Falklandskrigen, i Oman, Golfkrigen, Irakkrigen og Krigen i Afghanistan.

## Trivia
Special Air Service optræder ofte i populærkultur som bøger, computerspil og film.

### Bøger og film
- Bravo Two Zero beskriver SAS soldaten Andy McNabs (pseudonym) oplevelser under den første Irakkrig: Bravo Two Zero-missionen, hvor han blev taget til fange og tortureret af irakiske soldater. Bogen er filmatiseret.
- Ham der slap væk af Chris Ryan (pseudonym), skildrer hans oplevelser under Bravo Two Zero-missionen.
- Nærkamp af Mike Curtis om hans oplevelser i Special Air Service, herunder indsættelse i Falklandskrigen.